# Kvalifikations Ligaen 2018
La Kvalifikations Ligaen 2018 è  il campionato di football americano di secondo livello, organizzato dalla DAFF.

## Squadre partecipanti
| Club               | Città         | Stadio | Sponsor ufficiale | Risultato nella stagione 2017 |
| ------------------ | ------------- | ------ | ----------------- | ----------------------------- |
| Amager Demons      | Tårnby        |        |                   |                               |
| Esbjerg Hurricanes | Esbjerg       |        |                   |                               |
| Kronborg Knights   | Frederikssund |        |                   |                               |
| Køge Marines       | Køge          |        |                   |                               |
| Odense Badgers     | Odense        |        |                   |                               |

## Stagione regolare

### Calendario

#### 1ª giornata
| Køge 12 agosto 2018, ore 14:00 | Køge Marines | 6 – 28 referto | Odense Badgers | Rishøjhallen |

#### 2ª giornata
| Odense 18 agosto 2018, ore 14:00 | Odense Badgers | 16 – 0 referto | Kronborg Knights | Bolbroparken |

| Esbjerg 18 agosto 2018, ore 14:00 | Esbjerg Hurricanes | 20 – 18 referto | Amager Demons | Skibhøj Idrætsanlæg |

#### 3ª giornata
| Esbjerg 25 agosto 2018, ore 14:00 | Esbjerg Hurricanes | 48 – 20 referto | Køge Marines | Skibhøj Idrætsanlæg |

| Kastrup 26 agosto 2018, ore 14:00 | Amager Demons | 7 – 28 referto | Kronborg Knights | Bag Amagerhallen |

#### 4ª giornata
| Helsingør 8 settembre 2018, ore 14:00 | Kronborg Knights | 34 – 8 referto | Esbjerg Hurricanes | Knights Stadion |

| Køge 9 settembre 2018, ore 14:00 | Køge Marines | 50 – 0 (a tavolino) referto | Amager Demons | Rishøjhallen |

#### 5ª giornata
| Odense 16 settembre 2018, ore 14:00 | Odense Badgers | 35 – 6 referto | Esbjerg Hurricanes | Bolbroparken |

#### 6ª giornata
| Helsingør 22 settembre 2018, ore 14:00 | Kronborg Knights | 33 – 20 referto | Køge Marines | Knights Stadion |

| Kastrup 23 settembre 2018, ore 14:00 | Amager Demons | 36 – 0 referto | Odense Badgers | Bag Amagerhallen |

### Classifica
La classifica della regular season è la seguente:
- PCT = percentuale di vittorie, G = partite giocate, V = partite vinte,  P = partite perse, PF = punti fatti, PS = punti subiti

| Pos. | Squadra            | PCT  | G | V | N | P | PF | PS  |
| ---- | ------------------ | ---- | - | - | - | - | -- | --- |
| 1    | Odense Badgers     | .750 | 4 | 3 | 0 | 1 | 79 | 48  |
| 2    | Kronborg Knights   | .750 | 4 | 3 | 0 | 1 | 95 | 51  |
| 3    | Esbjerg Hurricanes | .500 | 4 | 2 | 0 | 2 | 82 | 107 |
| 4    | Køge Marines       | .250 | 4 | 1 | 0 | 3 | 96 | 109 |
| 5    | Amager Demons      | .250 | 4 | 1 | 0 | 3 | 61 | 98  |

## Spareggi promozione
| Copenaghen 6 ottobre 2018, ore 18:00 | Copenhagen Tomahawks | 0 – 14 | Kronborg Knights | Valby Idrætspark |

## Verdetti
- Kronborg Knights e  Odense Badgers promossi